# Plan d'eau du Barit
Le plan d’eau du Barit  est un étang d'agrément d'une superficie de 2 hectares situé sur la commune de Labouheyre, dans le département français des Landes.

## Présentation
Le plan d'eau  du Barit est alimenté par les eaux du ruisseau de Maroutine. Son émissaire est le ruisseau de la Moulasse, un affluent gauche du ruisseau du Bourg (nom du ruisseau Canteloup sur son cours amont, affluent du lac d'Aureilhan).
Le plan d'eau est un lieu de pratique de la pêche de loisir. Sa configuration ne permettant pas au poisson d'y accéder naturellement, il nécessite un réempoissonnement régulier. Il possède une petite densité piscicole en carnassiers (brochet, sandre, perche), en poissons blancs (ablette, gardon, brème) et en carpes communes de taille intermédiaire.

## Classement
Le plan d’eau du Barit est une réserve de pêche. Il fait partie du site Natura 2000 FR7200714 - Zones humides de l'arrière dune du Pays de Born et de Buch.

## Galerie

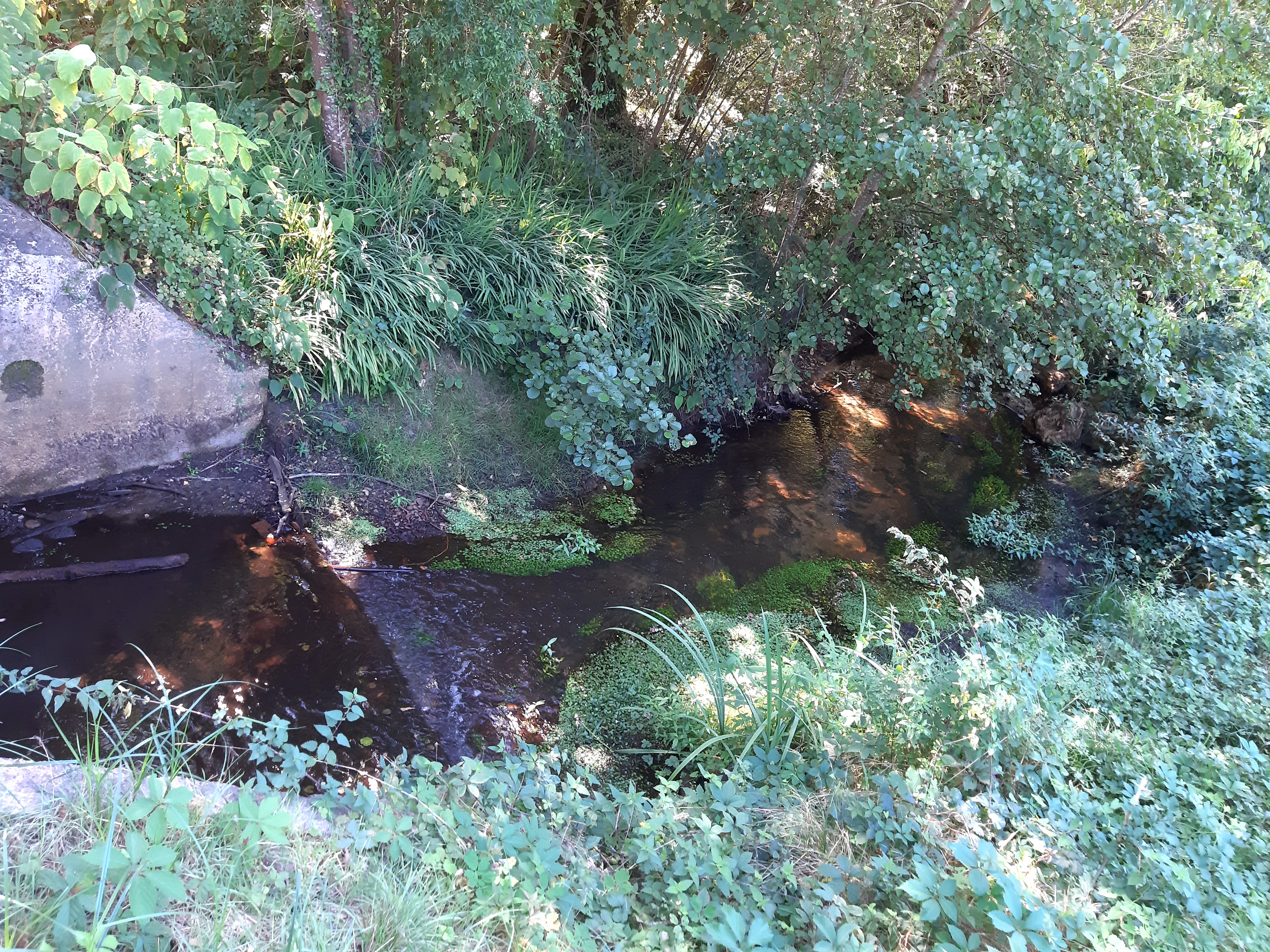
Ruisseau de la Moulasse à hauteur du plan d'eau du Barit